# سی‌ان‌بی‌سی
سی‌ان‌بی‌سی (انگلیسی: CNBC) یک شبکه تلویزیونی کابلی و ماهواره‌ای است که از زیر مجموعه‌های ان‌بی‌سی یونیورسال است.

## نگارخانه

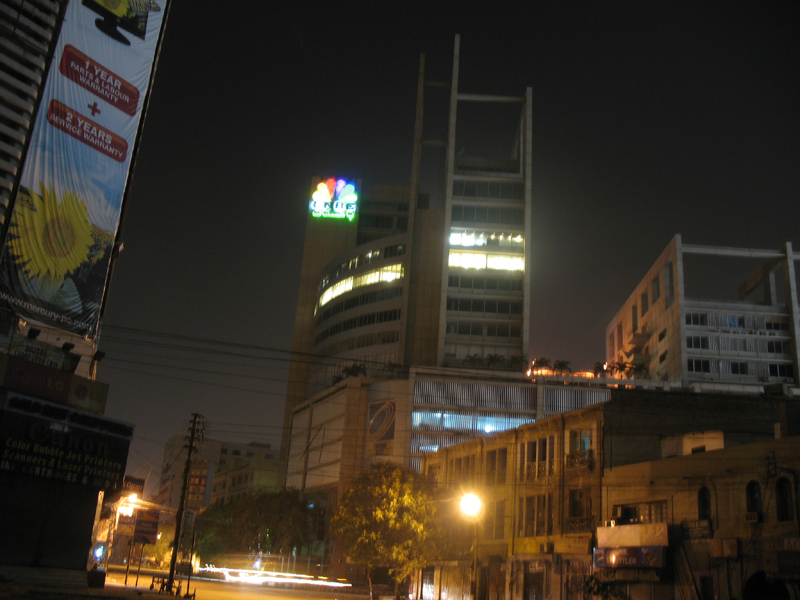
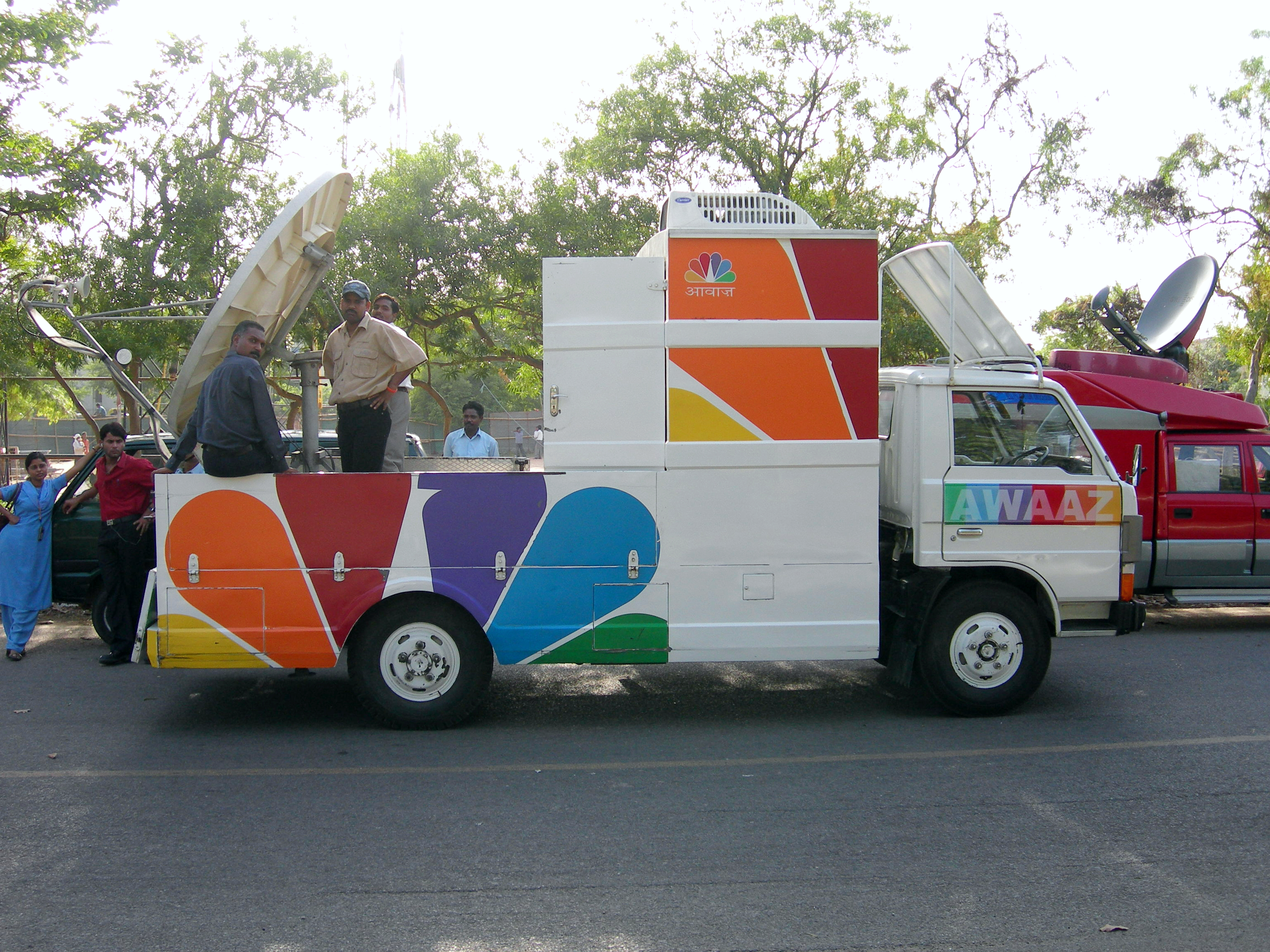
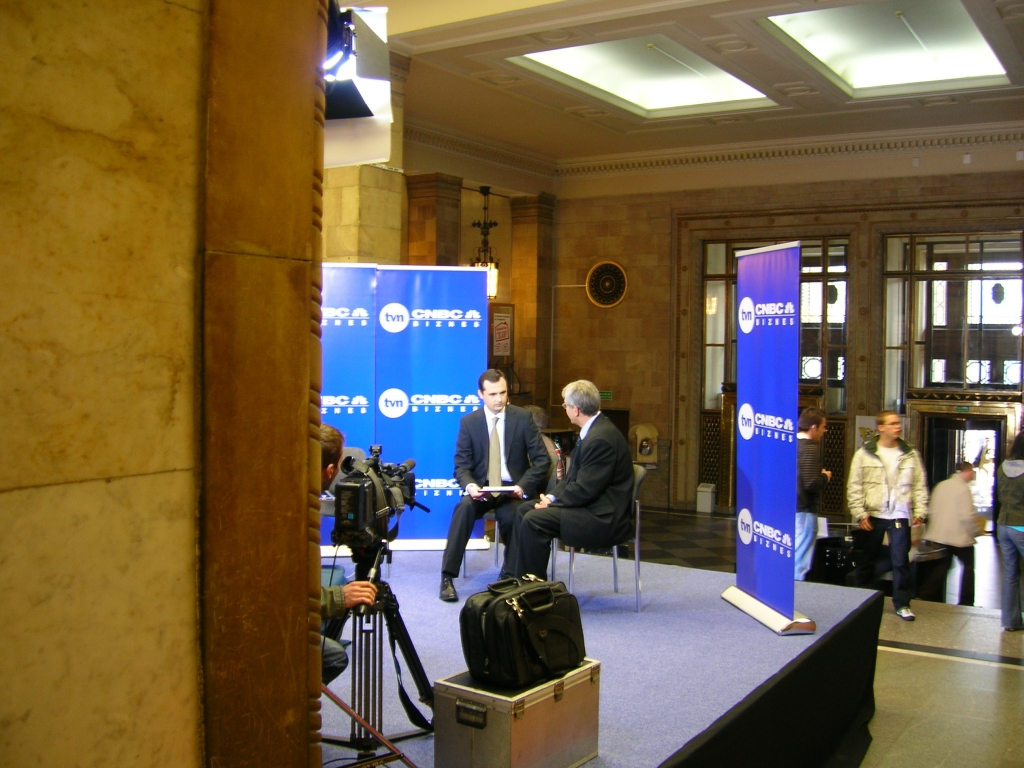
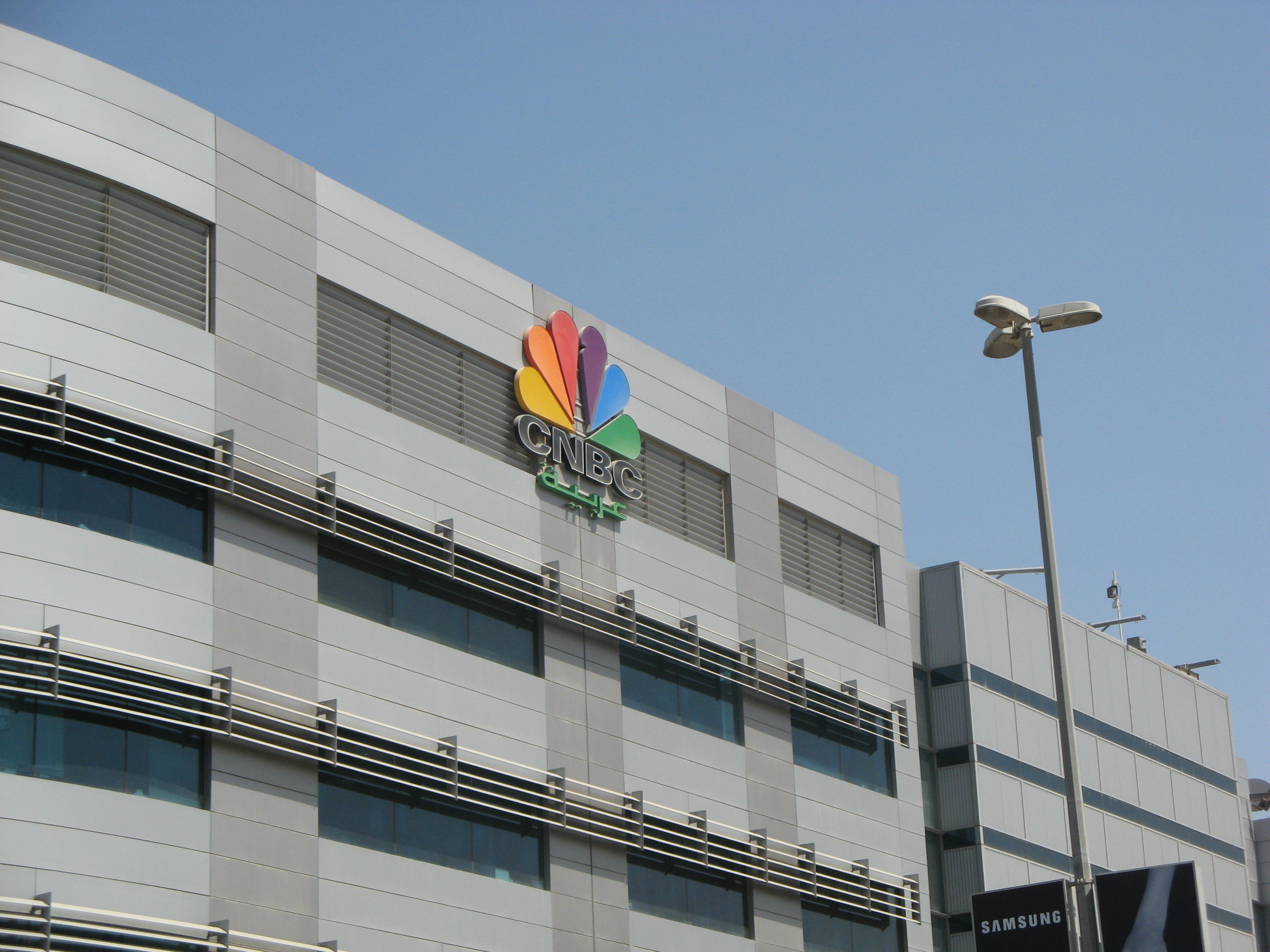